# Octogesima adveniens
Octogesima adveniens – list apostolski papieża Pawła VI z 14 maja 1971 do kardynała Maurice’a Roya, przewodniczącego Rady do spraw Świeckich i Papieskiej Komisji „Iustitia et Pax” z okazji 80. rocznicy ogłoszenia Encykliki Rerum novarum. W liście tym papież podejmuje nauczanie społeczne Leona XIII aktualizując je, z okazji osiemdziesiątej rocznicy ogłoszenia tej encykliki. Papież dokonuje refleksji nad społeczeństwem postindustrialnym, ukazując niezdolność ideologii do udzielenia odpowiedzi na takie wyzwania, jak: urbanizacja, sytuacja młodzieży, kobiet, bezrobocie, dyskryminacja, emigracja, wzrost demograficzny, oddziaływanie środków komunikacji społecznej, środowisko naturalne.